# Ирмуратов, Хайдар Дисемалиевич
Хайда́р Дисемали́евич Ирмура́тов (1893, урочище Актобе — 30 сентября 1976) — советский казахский писатель и политик, участник установления Советской власти на территории Володарского района Астраханской области.

## Биография
Родился в 1893 году в казахской семье в урочище Актобе в Астраханской губернии (сегодня относится к Курмангазинскому району Атырауской области Казахстана). Родители работали батраками в хозяйстве у бая, в 1905 году устроились неводными рабочими на рыбный промысел в селе Тумак (сегодня относится к Володарскому району Астраханской области), куда переехали вместе с детьми. Учился у частного учителя-муллы, затем поступил в русскую церковно-приходскую школу в Тумаке, где окончил три класса. В 1915 году поступил на должность курьера волостного правления в селе Началово, позднее работал помощником писаря.
В годы Гражданской войны вместе с активистами Тулегеном Рахметовым и Жумагазы Иржановым организовал сбор средств и продовольствия для поддержки красноармейцев, был делегатом на первом съезде татарского и казахского населения Астраханской губернии в 1918 году. Участвовал в организации первых советов, комбедов и коммун в казахских аулах региона, основал в них несколько школ, в одной из которых был директором. В 1921 году возглавил сельский совет в Сахме. С 1944 по 1950 год служил председателем Марфинского райисполкома.
9 февраля 1950 года был исключён из партии за то, что организовал свадьбу сына, которую сочли «байской», «излишне национальной» и «религиозной» из-за подаренных гостями коз и бараньих голов. В скором времени также был осуждён по статье 109 УК РСФСР по ложному обвинению в допущении незаконной покупки моторной лодки для райисполкома и обмене райисполкомского сундука на колхозный сейф. Отбывал наказание в течение трёх лет, затем был амнистирован, членство в партии было восстановлено. После освобождения из мест лишения свободы вернулся в село Сахма, поступил на работу учителем средней школы, где проработал до 1956 года, когда вышел на пенсию по старости лет.
Был сельским корреспондентом районных газет «Ленинец» и «Заря Каспия», областной газеты «Волга», печатался в журнале «Простор». В 1960-х годах увлёкся литературным творчеством, писал на казахском и русском языках. Книги Ирмуратова издавались в Алматы, Астрахани, Волгограде. Значительная часть творчества писателя основана на исторических событиях начала XX века, в которых он сам принимал участие.

## Память
- Именем Хайдара Ирмуратова названа одна из улиц в посёлке Володарский[6].

## Творчество
- На земле народа-брата, 1964.
- Октябрь в ауле, 1967.
- Край, озарённый Октябрём, 1972.
- Чародей: повесть о Курмангазы Сагырбаеве, 1976.